# Кюрюр-Ари
Кюрю́р-Ари́ (Мьореліс-Бьолькьойо, рос. Кюрюр-Ары, Мёрелис-Бёлькёё) — невеликий острів в Оленьоцькій затоці моря Лаптєвих. Територіально відноситься до Якутії, Росія.
Розташований в центрі затоки, в дельті річки Оленьок. Знаходиться на півночі затоки Джангилак-Тонголого між островами Тонголох-Бьолькьойо на північному заході та Харитка-Бьолькьойо на південному сході. Висота не перевищує 1 м. Острів має овальну форму, простягається із заходу на схід. Вкритий болотами, має 2 невеликих озер, оточений мілинами.
| Росія | Це незавершена стаття з географії Росії. Ви можете допомогти проєкту, виправивши або дописавши її. |